# Apristurus
Apristurus è un genere comprendente 38 specie di squali della famiglia degli Sciliorinidi.

## Specie
- Gattuccio biancastro, Apristurus albisoma Nakaya e Seret, 1999
- Gattuccio pellerugosa, Apristurus ampliceps Nakaya, Iglésias e Sato, 2008
- Gattuccio fantasma bianco, Apristurus aphyodes Nakaya e Stehmann, 1998
- Gattuccio pinocchio, Apristurus australis Sato, Nakaya e Yorozu, 2008
- Gattuccio bruno, Apristurus brunneus (Gilbert, 1892)
- Gattuccio capogrosso, Apristurus bucephalus White, Last e Pogonoski, 2008
- Gattuccio canuto, Apristurus canutus Springer ed Heemstra in Springer, 1979
- Gattuccio flaccido, Apristurus exsanguis Sato, Nakaya e Stewart, 1999
- Gattuccio di Fedorov, Apristurus fedorovi Dolganov, 1985
- Gattuccio gibboso, Apristurus gibbosus Meng, Chu e Li, 1985
- Gattuccio pinnalunga, Apristurus herklotsi (Fowler, 1934)
- Gattuccio panciapiccola, Apristurus indicus (Brauer, 1906)
- Gattuccio fantasma nasocorto, Apristurus internatus Deng, Xiong e Zhan, 1988
- Gattuccio nasolargo, Apristurus investigatoris (Misra, 1962)
- Gattuccio del Giappone, Apristurus japonicus Nakaya, 1975
- Gattuccio nasolungo, Apristurus kampae Taylor, 1972
- Gattuccio dell'Islanda, Apristurus laurussonii (Saemundsson, 1922)
- Gattuccio capolungo, Apristurus longicephalus Nakaya, 1975
- Gattuccio capopiatto, Apristurus macrorhynchus (Tanaka, 1909)
- Gattuccio boccalarga, Apristurus macrostomus Meng, Chu e Li, 1985
- Gattuccio fantasma, Apristurus manis (Springer, 1979)
- Gattuccio scaglierugose nero, Apristurus melanoasper Iglésias, Nakaya e Stehmann, 2004
- Gattuccio occhipiccoli, Apristurus microps (Gilchrist, 1922)
- Gattuccio dorsalecorta, Apristurus micropterygeus Meng, Chu e Li, in Chu, Meng e Li, 1986
- Gattuccio nasogrande, Apristurus nasutus de Buen, 1959
- Gattuccio pinnapiccola, Apristurus parvipinnis Springer e Heemstra, in Springer, 1979
- Gattuccio obeso, Apristurus pinguis Deng, Xiong e Zhan, 1983
- Gattuccio muso a spatola, Apristurus platyrhynchus (Tanaka, 1909)
- Gattuccio abissale, Apristurus profundorum (Goode e Bean, 1896)
- Gattuccio branchielarghe, Apristurus riveri Bigelow e Schroeder, 1944
- Gattuccio di Saldanha, Apristurus saldanha (Barnard, 1925)
- Gattuccio pallido, Apristurus sibogae (Weber, 1913)
- Gattuccio della Cina meridionale, Apristurus sinensis (Chu e Hu, in Chu, Meng, Hu e Li, 1981)
- Gattuccio capospugnoso, Apristurus spongiceps (Gilbert, 1905)
- Gattuccio fantasma di Panama, Apristurus stenseni (Springer, 1979)